# Johann Philipp Palm

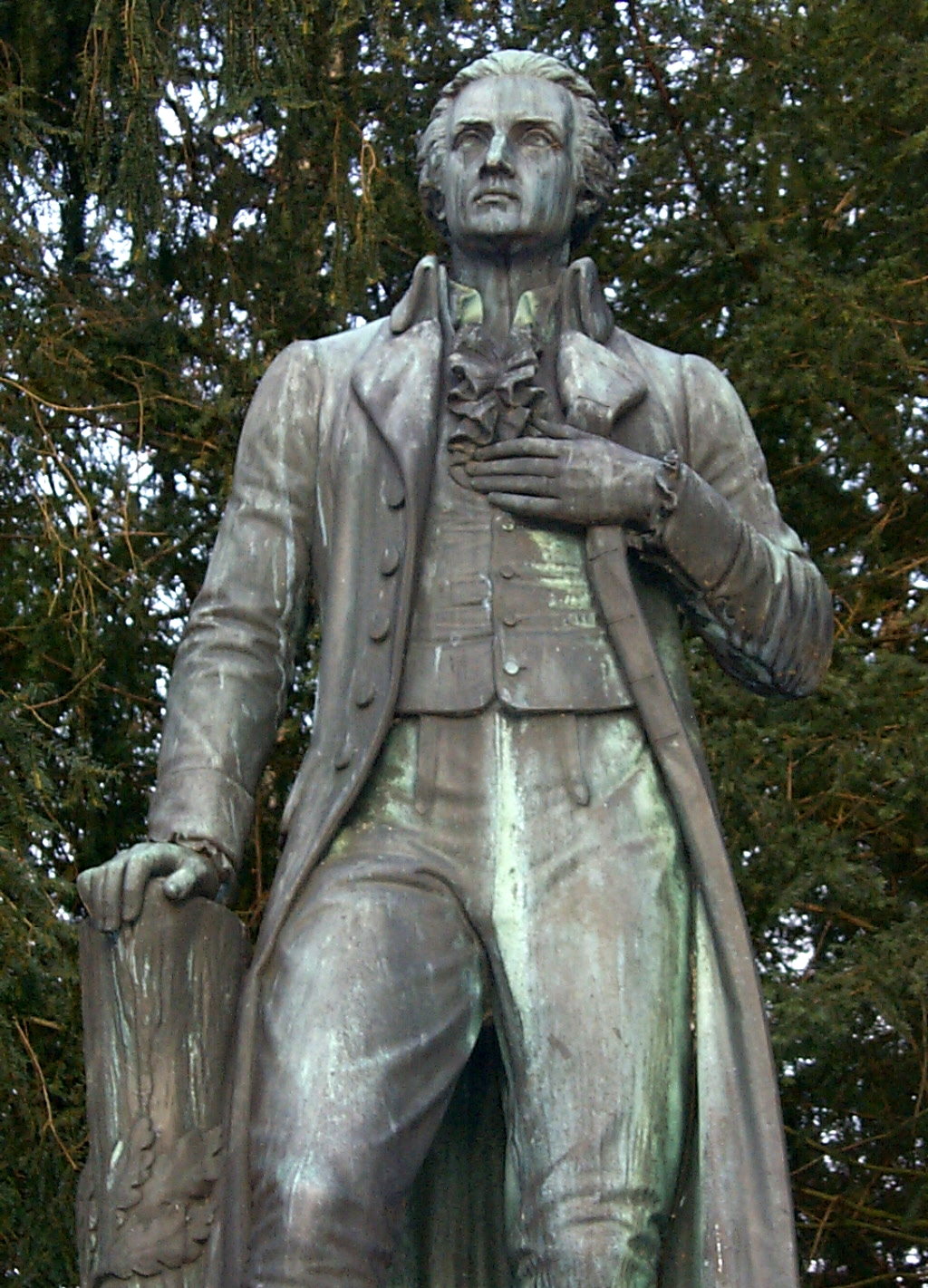
Denkmal des J. Ph. Palm im Palmpark Braunau am Inn

Johann Philipp Palm (* 18. Dezember 1766 in Schorndorf; † 26. August 1806 in Braunau am Inn) war Buchhändler in Nürnberg. Er veröffentlichte im Verlag seiner Buchhandlung das gegen Napoleon gerichtete Pamphlet Deutschland in seiner tiefen Erniedrigung und wurde dafür zum Tode verurteilt. Deshalb wurde er auch als „Märtyrer der Pressefreiheit“ bezeichnet.

## Biografie

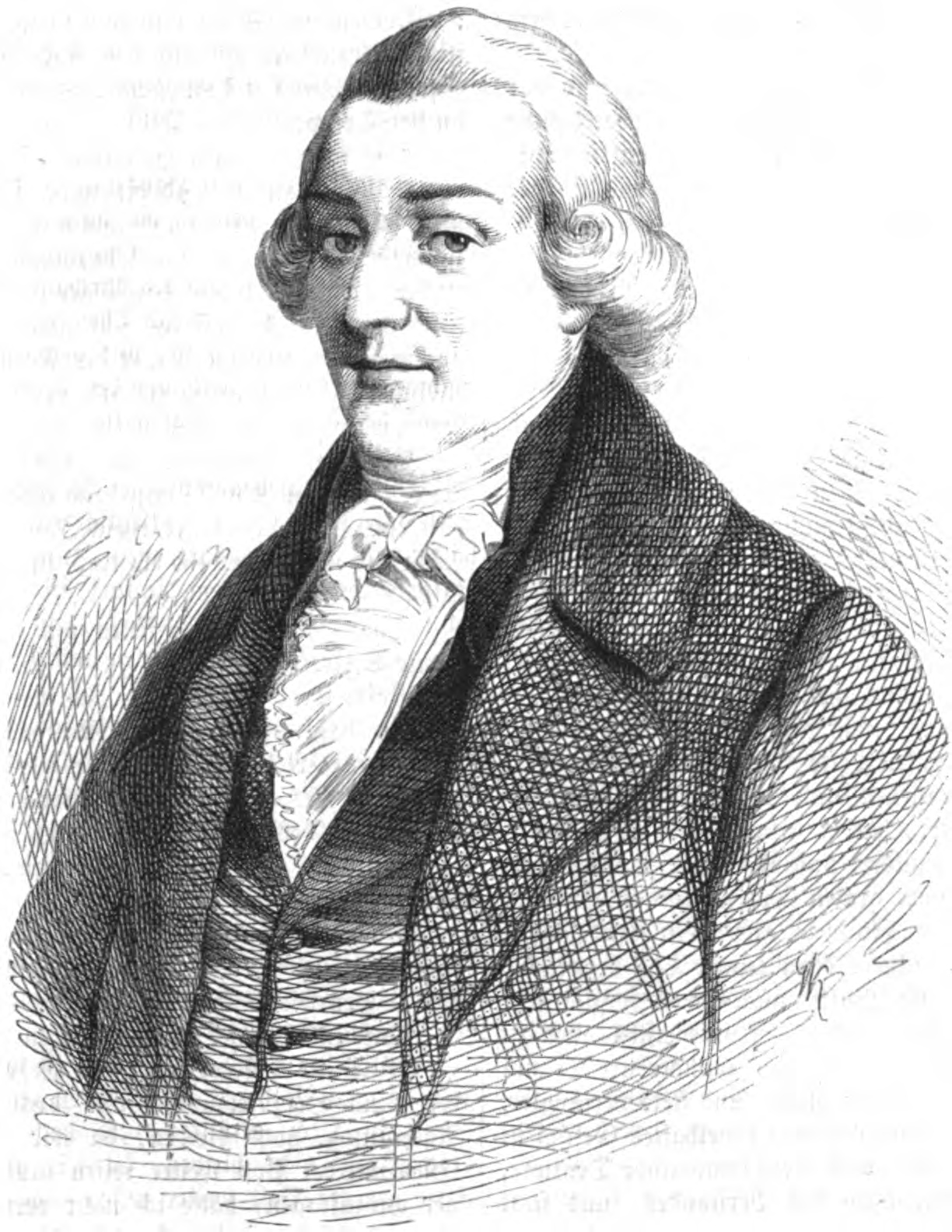
Johann Philipp Palm. Grafik von G. Kühn.

Als Sohn des „Chirurgus und Umgelders“ (Chirurg und Steuereinnehmer) Johann Leonhard Palm wuchs er in Schorndorf auf und lernte danach bei seinem Onkel Johann Jakob Palm in Erlangen den Buchhandel. Nach seiner Lehre wurde er Gehilfe in der Buchhandlung Stein in Nürnberg, heiratete am 27. Februar 1796 in der St.-Sebald-Kirche in Nürnberg die Tochter des Hauses Anna Catharina Barbara, genannt Anna Maria, und kam so auch in den Besitz der Steinschen Buchhandlung (gegründet um 1600). Johann Philipp Palm hatte mit Anna Catharina Barbara drei Kinder: Anna Maria (geboren im Dezember 1795), Johann Wolfgang Philipp (auch Hans, geboren 29. Oktober 1798) und Anna Sophie (geboren 1800).
Nach der Besetzung Nürnbergs durch französische Truppen im März 1806 erschien dort im Juli im Verlag von Palms Buchhandlung die 144 Seiten umfassende Schrift Deutschland in seiner tiefen Erniedrigung, in der zum Widerstand gegen die Franzosen und deren bayerische Verbündete aufgerufen wurde. In Augsburg geriet sie in die Hände französischer Offiziere, die das Ganze anzeigten. Daraufhin fanden am 28. Juli und 4. August im Hause Palms in Nürnberg Hausdurchsuchungen statt. Palm war jedoch auf Geschäftsreise und begab sich zunächst zu seinem Onkel in das preußische und damit sichere Erlangen. Trotz Warnungen kehrte er heimlich nach Nürnberg zurück, wo ihn ein Bettler, dem er kurz zuvor ein paar Taler Almosen gezahlt hatte, denunzierte.

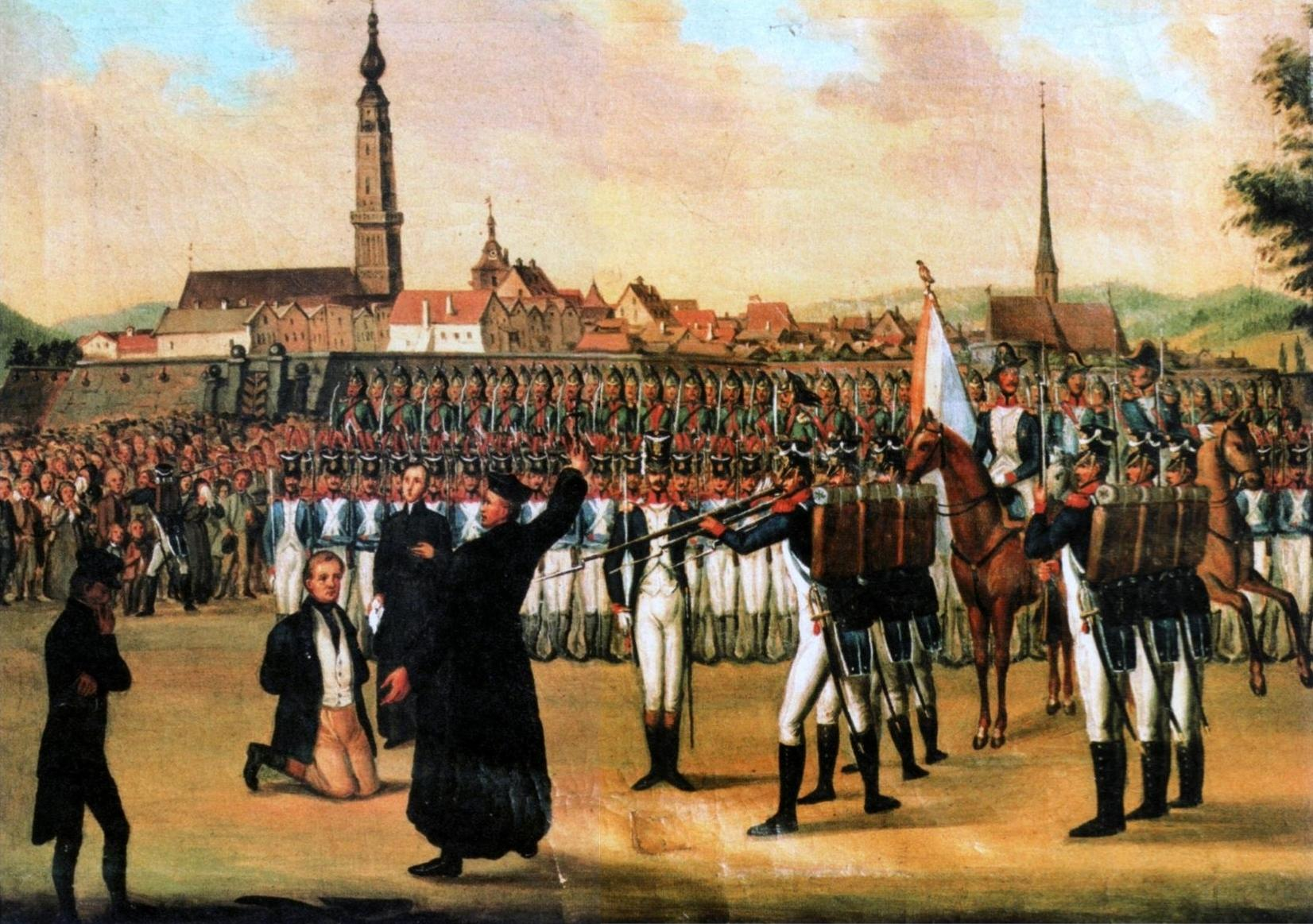
Hinrichtung Palms durch französische Truppen (Zeitgenössische Darstellung)

Am 14. August wurde er zusammen mit seinem Anwalt Rudolf Sigmund von Holzschuher nach Ansbach zum französischen Oberkommandierenden Jean Baptiste Bernadotte gebracht. Dieser überstellte ihn am 22. August in die französisch besetzte Festungsstadt Braunau am Inn.
Hier erklärte man ihm, dass seine Verhaftung aufgrund eines Dekrets Napoleons vom 5. August erfolgt sei. Ein französisches Militärgericht verurteilte ihn am 25. August trotz seiner Unschuldsbeteuerungen zum Tode. Bei der Erschießung am folgenden Tage wurde Palm zweimal durch Schüsse nur verwundet, so dass er erst im dritten Versuch durch einen Gnadenschuss getötet wurde.
Ob sich der bayerische König Max I. Joseph für eine Begnadigung Palms einsetzte, wie oft kolportiert wird, ist bis heute umstritten. Dafür sprechen könnte, dass Palms Mitangeklagter Karl Friedrich von Jenisch aufgrund der Fürsprache des Königs begnadigt wurde.
Palm verheimlichte bis zum Schluss die eigentlichen Autoren des Pamphlets. In der Literatur werden sowohl der Graf Julius von Soden als auch der Kammerassessor Julius Conrad von Yelin aus Ansbach (Geschäftsführer der 1803 in Passau eröffneten Filiale der Palmschen Buchhandlung) und Justizrat Johann Georg Leuchs genannt. Palms Tod erregte in Deutschland großes Aufsehen als Beispiel für die despotische Herrschaft Napoleons.
Von Johann Philipp Palm leben heute keine direkten Nachfahren mehr; die Münchner Fotografin Laura Maria Palm († 21. August 1953, Urenkelin) war die letzte Nachfahrin. Nachfahren der seit 1419 nachweisbaren Familie Palm sind heute weit verbreitet.

## Ehrungen, Gedenken

Gedenkstätte im Stadtmuseum Schorndorf

- 1866 wurde in Braunau nach einem Entwurf des Bildhauers Konrad Knoll ein Denkmal für ihn errichtet.
- Zum Gedenken an Palm verleiht die Palm-Stiftung, ein gemeinnütziger Verein in Schorndorf, seit 2002 alle zwei Jahre den Johann-Philipp-Palm-Preis für Meinungs- und Pressefreiheit. Die Preisträger von 2004 waren der Journalist Sergei Duwanow aus Kasachstan und die afghanische Frauenzeitschrift Malalai. 2006 erhielten Asya Tretyuk (Journalistin aus Minsk, Belarus) und Pap Saine (Journalist aus Banjul, Gambia, für die Tageszeitung The Point) den Preis. Die Palm-Stiftung ist eine Gründung von Maria Palm und Johann Philipp Palm (1918–2004), der gemeinsame Vorfahren mit seinem hier behandelten Namensvetter hat.
- Der Verlag Palm & Enke in Erlangen trägt noch heute den Namen Palm. Namensgeber dieses Verlages ist der oben erwähnte Onkel Johann Jakob Palm (1750–1826, „gestorben in Folge eines Sturzes aus dem Wagen, bei dem das Pferd scheute“), bei dem Johann Philipp seine Buchhändlerlehre in Erlangen absolviert hatte. Übernommen wurde der Verlag von Johann Ernst August Palm (1788–1846), dem Sohn von Johann Jakob. Der Verlag Palm und Enke befindet sich heute nicht mehr im Besitz der Familie Palm.
- Seit 2009 gibt es die Johann-Philipp-Palm-Schule in Schorndorf (ehem. Kaufmännische Schule Schorndorf).
- Johann-Philipp-Palm-Straßen wie in Albstadt, Bremen-Blumenthal, Gutach (Schwarzwaldbahn) und Schorndorf wurden nach ihm benannt, die Palmstraße in Leipzig, ebenso der Palmplatz in St. Johannis (Nürnberg) sowie in Braunau.
- Die 15. Braunauer Zeitgeschichte-Tage befassten sich 2006 unter dem Titel „Unfreiwilliger Held“ mit der Geschichte Palms. In Klagenfurt hieß die heutige Palmengasse in der NS-Zeit Palmgasse.[2]
- Ein Verwandter Palms, Johann Jakob Palm, der nach dessen Hinrichtung geflüchtet war, stürzte in Münchaurach tödlich von seinem Pferd, wo ein Denkstein an der Straße an die Ereignisse erinnert.[3]

## Schriften
- Deutschland in seiner tiefen Erniedrigung. 1906.BSB-Katalog
- Ein ungedruckter Brief von Johann Philipp Palm. Dem „Palm“-Verein jüngerer Buchhändler München zur Feier des 40. Stiftungsfestes. München am 20. Mai 1914. Palm-Verein jüngerer Buchhändler, München 1914, 4 Seiten.